# Konståret 1948

## Händelser

### November
- 5 november – Prins Eugen-medaljen tilldelas Vera Nilsson, målare, Erik Lindberg, skulptör, och Per Krogh, norsk målare.
- 8 november – Den internationella konstnärsgruppen Cobra bildas på Café Notre Dame i Paris av bland andra den danske bildkonstnären Asger Jorn.

### Okänt datum
- Sammanslutningen Arildsgruppen bildas
- kulturtidskriften Prisma startar sin utgivning.
- Gustaf Nordahl vinner OS-guld i skulptur vid Olympiska sommarspelen 1948 i London med sin skulptur Hyllning till Ling.
- Nils Olsson vinner brons i byggnadsarkitektur (Valhallabadet i Göteborg) vid de Olympiska sommarspelen 1948 i London.
- Yrjö Lindegren vinner guld i stadsplanering vid Konsttävlingar vid Olympiska spelen

## Verk
- Henri Matisse – Plommonen blommar
- Andrew Wyeth – Christinas värld

## Utställningar
- Kristen konst i Jönköping

## Födda
- 26 februari - Elisabeth Ryhre, svensk konstnär.
- 29 februari - Tom Hedqvist, svensk, grafisk formgivare, verksam i 10-gruppen samt professor.
- 3 mars - Sune Nordgren, svensk internationell museichef, före detta konstnär och formgivare.
- 6 mars - Hans Jax, svensk karikatyrtecknare, tecknare, illustratör och före detta ishockeyspelare
- 9 mars - Eric Fischl, amerikansk målare.
- 17 mars - Theo Jansen, nederländsk konstnär.
- 30 mars - Morten M. Kristiansen, norsk illustratör och tidningstecknare.
- 25 april - Lars Klinting (död 2006), svensk författare och illustratör.
- 28 maj - Kirsten Ortwed, dansk skulptör, målare och formgivare.
- 12 juni - Björn Rönnquist (död 2005), svensk konstnär.
- 21 juni - Bertil Sundstedt, svensk målare och skulptör.
- 2 juli - Kjell-Henry Dahlberg (död 2012), svensk konstnär.
- 28 juli - Urban Gunnarsson, svensk konstnär och träsnidare.
- 9 augusti - Gittan Jönsson, svensk konstnär och feminist.
- 13 augusti - Jan Gissberg, svensk tecknare och animatör.
- 5 september - Karl (Karl-Erik) Eckerblad (död 1985), svensk skulptör och tecknare.
- 10 september - Björn Brusewitz, svensk konstnär.
- 8 oktober - Gottfried Helnwein, österrikisk-irländsk konstnär.
- 27 november - Isa Genzken, tysk skulptör.
- okänt datum - Christina Kubisch, tysk ljudkonstnär.
- okänt datum - Peter Borotinskij, finsk-svensk konstnär.
- okänt datum - Ulla Wennberg, svensk konstnär och grafiker.
- okänt datum - Jackie Lynd, irländsk-svensk keramiker.
- okänt datum - Olivia de Berardinis, amerikansk illustratör och pinupkonstnär.

## Avlidna
- 24 mars - Sigrid Hjertén (född 1885), svensk konstnär.
- 19 maj – Maximilian Lenz (född 1860), österrikisk konstnär.
- 17 juli - Gustaf Fjæstad (född 1868), svensk konstnär.
- 21 juli - Arshile Gorky (född 1904), amerikansk-armenisk konstnär.